# Kompakt (skivbolag)
Kompakt är ett Köln-baserat skivbolag och distributör som ägs av Wolfgang Voigt, Michael Mayer och Jürgen Paape. Skivbolaget ger främst ut minimal techno och microhouse. Kompakt är känt för sina samlimgsskivor i Total-serien, för att ha populariserat minimal och influerat musiker inom andra genrer till att använda sig av element från den. På senare år har Kompakt uppmärksammats för ett trance-influerat sound i den annars avskalade minimalscenen.

## Utvalda artister
- DJ Koze
- Jonas Bering
- Gui Boratto
- Closer Musik
- Thomas Fehlmann
- The Field
- Justus Köhncke
- Ulf Lohmann
- Michael Mayer
- The Orb
- The Rice Twins
- T.Raumschmiere
- Superpitcher
- Reinhard Voigt
- Wolfgang Voigt

## Dotterbolag
- K2
- Kompakt Pop
- Auftrieb
- Freiland
- Immer
- KOMP3
- Kompakt Extra
- Kreisel 99
- Profan

### Total Serier
- Total 1 (1999)
- Total 2 (2000)
- Total 3 (2001)
- Total 4 (2002)
- Total 5 (2003)
- Total 6 (2005)
- Total 7 (2006)
- Total 8 (2007)
- Total 9 (2008)
- Total 10 (2009)

### Pop Ambient
- Pop Ambient 2001
- Pop Ambient 2002
- Pop Ambient 2003
- Pop Ambient 2004
- Pop Ambient 2005
- Pop Ambient 2006
- Pop Ambient 2007
- Pop Ambient 2008
- Pop Ambient 2009
- Pop Ambient 2010